# Wielersport op de Olympische Zomerspelen 2020 – Sprint mannen
De sprint voor de mannen op de Olympische Zomerspelen 2020 vond plaats op woensdag 4, donderdag 5 en vrijdag 6 augustus 2021 in de Velodroom van Izu. Het goud ging naar de Nederlander Harrie Lavreysen, die zijn landgenoot Jeffrey Hoogland versloeg in de finale.

## Resultaten

### Kwalficatie
| Rang | Renner                       | Land               | Tijd (sec) | Achterstand |       |
| ---- | ---------------------------- | ------------------ | ---------- | ----------- | ----- |
| 1    | Jeffrey Hoogland             | Nederland          | 9.215      |             | Q, OR |
| 2    | Harrie Lavreysen             | Nederland          | 9.215      | +0.000      | Q     |
| 3    | Jack Carlin                  | Groot-Brittannië   | 9.306      | +0.091      | Q     |
| 4    | Nicholas Paul                | Trinidad en Tobago | 9.316      | +0.101      | Q     |
| 5    | Denis Dmitrjev               | Russische ploeg    | 9.331      | +0.116      | Q     |
| 6    | Jair Tjon En Fa              | Suriname           | 9.472      | +0.257      | Q     |
| 7    | Mateusz Rudyk                | Polen              | 9.493      | +0.278      | Q     |
| 8    | Jason Kenny                  | Groot-Brittannië   | 9.510      | +0.295      | Q     |
| 9    | Yuta Wakimoto                | Japan              | 9.518      | +0.303      | Q     |
| 10   | Sébastien Vigier             | Frankrijk          | 9.551      | +0.336      | Q     |
| 11   | Xu Chao                      | China              | 9.584      | +0.369      | Q     |
| 12   | Nick Wammes                  | Canada             | 9.587      | +0.372      | Q     |
| 13   | Stefan Bötticher             | Duitsland          | 9.593      | +0.378      | Q     |
| 14   | Patryk Rajkowski             | Polen              | 9.594      | +0.379      | Q     |
| 15   | Hugo Barrette                | Canada             | 9.596      | +0.381      | Q     |
| 16   | Kevin Quintero               | Colombia           | 9.626      | +0.411      | Q     |
| 17   | Azizulhasni Awang            | Maleisië           | 9.626      | +0.411      | Q     |
| 18   | Sam Webster                  | Nieuw-Zeeland      | 9.631      | +0.416      | Q     |
| 19   | Maximilian Levy              | Duitsland          | 9.646      | +0.431      | Q     |
| 20   | Rayan Helal                  | Frankrijk          | 9.669      | +0.454      | Q     |
| 21   | Matthew Richardson           | Australië          | 9.685      | +0.470      | Q     |
| 22   | Nathan Hart                  | Australië          | 9.696      | +0.481      | Q     |
| 23   | Muhammad Shah Firdaus Sahrom | Maleisië           | 9.700      | +0.485      | Q     |
| 24   | Ethan Mitchell               | Nieuw-Zeeland      | 9.705      | +0.490      | Q     |
| 25   | Pavel Yakushevskiy           | Russische ploeg    | 9.723      | +0.508      |       |
| 26   | Yudai Nitta                  | Japan              | 9.728      | +0.513      |       |
| 27   | Jean Spies                   | Zuid-Afrika        | 9.787      | +0.572      |       |
| 28   | Tomáš Bábek                  | Tsjechië           | 9.856      | +0.641      |       |
| 29   | Sergey Ponomaryov            | Kazachstan         | 9.932      | +0.717      |       |
| 30   | Kwesi Browne                 | Trinidad en Tobago | 9.966      | +0.751      |       |

### 1/32 finale
| Heat | Rang | Renner                       | Land               | Achterstand |   |
| ---- | ---- | ---------------------------- | ------------------ | ----------- | - |
| 1    | 1    | Jeffrey Hoogland             | Nederland          | X           | Q |
| 1    | 2    | Ethan Mitchell               | Nieuw-Zeeland      | +0.233      | R |
| 2    | 1    | Harrie Lavreysen             | Nederland          | X           | Q |
| 2    | 2    | Muhammad Shah Firdaus Sahrom | Maleisië           | +0.063      | R |
| 3    | 1    | Jack Carlin                  | Groot-Brittannië   | X           | Q |
| 3    | 2    | Nathan Hart                  | Australië          | +0.306      | R |
| 4    | 1    | Nicholas Paul                | Trinidad en Tobago | X           | Q |
| 4    | 2    | Matthew Richardson           | Australië          | +0.618      | R |
| 5    | 1    | Denis Dmitrjev               | Russische ploeg    | X           | Q |
| 5    | 2    | Rayan Helal                  | Frankrijk          | +0.479      | R |
| 6    | 1    | Maximilian Levy              | Duitsland          | X           | Q |
| 6    | 2    | Jair Tjon En Fa              | Suriname           | +0.002      | R |
| 7    | 1    | Sam Webster                  | Nieuw-Zeeland      | X           | Q |
| 7    | 2    | Mateusz Rudyk                | Polen              | +0.180      | R |
| 8    | 1    | Jason Kenny                  | Groot-Brittannië   | X           | Q |
| 8    | 2    | Azizulhasni Awang            | Maleisië           | +0.032      | R |
| 9    | 1    | Yuta Wakimoto                | Japan              | X           | Q |
| 9    | 2    | Kevin Quintero               | Colombia           | +0.084      | R |
| 10   | 1    | Sébastien Vigier             | Frankrijk          | X           | Q |
| 10   | 2    | Hugo Barrette                | Canada             | +0.020      | R |
| 11   | 1    | Patryk Rajkowski             | Polen              | X           | Q |
| 11   | 2    | Xu Chao                      | China              | +0.291      | R |
| 12   | 1    | Nick Wammes                  | Canada             | X           | Q |
| 12   | 2    | Stefan Bötticher             | Duitsland          | +0.015      | R |

### 1/32 finale herkansingen
| Heat | Rang | Renner                       | Land             | Achterstand |   |
| ---- | ---- | ---------------------------- | ---------------- | ----------- | - |
| 1    | 1    | Azizulhasni Awang            | Maleisië         | X           | Q |
| 1    | 2    | Kevin Quintero               | Colombia         | +0.204      |   |
| 1    | 3    | Ethan Mitchell               | Groot-Brittannië | +0.549      |   |
| 2    | 1    | Muhammad Shah Firdaus Sahrom | Maleisië         | X           | Q |
| 2    | 2    | Hugo Barrette                | Canada           | +0.619      |   |
| 2    | 3    | Mateusz Rudyk                | Polen            | +0.668      |   |
| 3    | 1    | Jair Tjon En Fa              | Suriname         | X           | Q |
| 3    | 2    | Xu Chao                      | China            | +0.062      |   |
| 3    | 3    | Nathan Hart                  | Australië        | +0.185      |   |
| 4    | 1    | Stefan Bötticher             | Duitsland        | X           | Q |
| 4    | 2    | Rayan Helal                  | Frankrijk        | +0.032      |   |
| 4    | 3    | Matthew Richardson           | Australië        | +0.421      |   |

### 1/16 finale
| Heat | Rang | Renner                       | Land               | Achterstand |   |
| ---- | ---- | ---------------------------- | ------------------ | ----------- | - |
| 1    | 1    | Jeffrey Hoogland             | Nederland          | X           | Q |
| 1    | 2    | Stefan Bötticher             | Duitsland          | +0.111      | R |
| 2    | 1    | Harrie Lavreysen             | Nederland          | X           | Q |
| 2    | 2    | Jair Tjon En Fa              | Suriname           | +0.259      | R |
| 3    | 1    | Jack Carlin                  | Groot-Brittannië   | X           | Q |
| 3    | 2    | Muhammad Shah Firdaus Sahrom | Maleisië           | +0.132      | R |
| 4    | 1    | Nicholas Paul                | Trinidad en Tobago | X           | Q |
| 4    | 2    | Azizulhasni Awang            | Maleisië           | +0.026      | R |
| 5    | 1    | Denis Dmitrjev               | Russische ploeg    | X           | Q |
| 5    | 2    | Nick Wammes                  | Canada             | +0.107      | R |
| 6    | 1    | Maximilian Levy              | Duitsland          | X           | Q |
| 6    | 2    | Patryk Rajkowski             | Polen              | +0.149      | R |
| 7    | 1    | Sam Webster                  | Nieuw-Zeeland      | X           | Q |
| 7    | 2    | Sébastien Vigier             | Frankrijk          | +0.038      | R |
| 8    | 1    | Jason Kenny                  | Groot-Brittannië   | X           | Q |
| 8    | 2    | Yuta Wakimoto                | Japan              | +0.021      | R |

### 1/16 finale herkansingen
| Heat | Rang | Renner                       | Land      | Achterstand |   |
| ---- | ---- | ---------------------------- | --------- | ----------- | - |
| 1    | 1    | Yuta Wakimoto                | Japan     | X           | Q |
| 1    | 2    | Stefan Bötticher             | Duitsland | +0.176      |   |
| 2    | 1    | Sébastien Vigier             | Frankrijk | X           | Q |
| 2    | 2    | Jair Tjon En Fa              | Suriname  | +0.085      |   |
| 3    | 1    | Muhammad Shah Firdaus Sahrom | Maleisië  | X           | Q |
| 3    | 2    | Patryk Rajkowski             | Polen     | +0.260      |   |
| 4    | 1    | Azizulhasni Awang            | Maleisië  | X           | Q |
| 4    | 2    | Nick Wammes                  | Canada    | +0.104      |   |

### Achtste finale
| Heat | Rang | Renner                       | Land               | Achterstand |   |
| ---- | ---- | ---------------------------- | ------------------ | ----------- | - |
| 1    | 1    | Jeffrey Hoogland             | Nederland          | X           | Q |
| 1    | 2    | Azizulhasni Awang            | Maleisië           | +0.040      | R |
| 2    | 1    | Harrie Lavreysen             | Nederland          | X           | Q |
| 2    | 2    | Muhammad Shah Firdaus Sahrom | Maleisië           | +0.449      | R |
| 3    | 1    | Jack Carlin                  | Groot-Brittannië   | X           | Q |
| 3    | 2    | Sébastien Vigier             | Frankrijk          | +0.171      | R |
| 4    | 1    | Nicholas Paul                | Trinidad en Tobago | X           | Q |
| 4    | 2    | Yuta Wakimoto                | Japan              | +0.457      | R |
| 5    | 1    | Denis Dmitrjev               | Russische ploeg    | X           | Q |
| 5    | 2    | Jason Kenny                  | Groot-Brittannië   | +0.076      | R |
| 6    | 1    | Maximilian Levy              | Duitsland          | X           | Q |
| 6    | 2    | Sam Webster                  | Nieuw-Zeeland      | +0.132      | R |

### Achtste finale herkansingen
| Heat | Rang | Renner                       | Land             | Achterstand |   |
| ---- | ---- | ---------------------------- | ---------------- | ----------- | - |
| 1    | 1    | Jason Kenny                  | Groot-Brittannië | X           | Q |
| 1    | 2    | Azizulhasni Awang            | Maleisië         | +0.042      |   |
| 1    | 3    | Yuta Wakimoto                | Japan            | +0.325      |   |
| 2    | 1    | Sébastien Vigier             | Frankrijk        | X           | Q |
| 2    | 2    | Sam Webster                  | Nieuw-Zeeland    | +0.101      |   |
| 2    | 3    | Muhammad Shah Firdaus Sahrom | Maleisië         | +0.133      |   |

### Kwartfinale
| Heat | Rang | Renner           | Land               | Achterstand | Achterstand | Achterstand |      |
| ---- | ---- | ---------------- | ------------------ | ----------- | ----------- | ----------- | ---- |
| 1    | 1    | Jeffrey Hoogland | Nederland          | X           | X           |             | SF   |
| 1    | 2    | Sébastien Vigier | Frankrijk          | +2.440      | +0.059      |             | F5-8 |
| 2    | 1    | Harrie Lavreysen | Nederland          | X           | X           |             | SF   |
| 2    | 2    | Jason Kenny      | Groot-Brittannië   | +0.047      | +0.942      |             | F5-8 |
| 3    | 1    | Jack Carlin      | Groot-Brittannië   | X           | X           |             | SF   |
| 3    | 2    | Maximilian Levy  | Duitsland          | +2.507      | +0.396      |             | F5-8 |
| 4    | 1    | Denis Dmitrjev   | Russische ploeg    | +0.295      | X           | X           | SF   |
| 4    | 2    | Nicholas Paul    | Trinidad en Tobago | X           | REL         | +4.383      | F5-8 |

### Plaats 5-8
| Rang | Renner           | Land               | Achterstand |
| ---- | ---------------- | ------------------ | ----------- |
| 5    | Maximilian Levy  | Duitsland          |             |
| 6    | Nicholas Paul    | Trinidad en Tobago | +0.152      |
| 7    | Sébastien Vigier | Frankrijk          | +0.644      |
| 8    | Jason Kenny      | Groot-Brittannië   | +0.879      |

### Halve finale
| Heat | Rang | Renner           | Land             | Achterstand | Achterstand | Achterstand |    |
| ---- | ---- | ---------------- | ---------------- | ----------- | ----------- | ----------- | -- |
| 1    | 1    | Jeffrey Hoogland | Nederland        | X           | X           |             | QG |
| 1    | 2    | Denis Dmitrjev   | Russische ploeg  | +0.107      | +0.010      |             | QB |
| 2    | 1    | Harrie Lavreysen | Nederland        | X           | X           |             | QG |
| 2    | 2    | Jack Carlin      | Groot-Brittannië | +0.067      | +0.042      |             | QB |

### Finale en wedstrijd voor brons
| Rang              | Renner           | Land             | Achterstand | Achterstand | Achterstand |
| ----------------- | ---------------- | ---------------- | ----------- | ----------- | ----------- |
| Finale voor goud  |                  |                  |             |             |             |
| Goud              | Harrie Lavreysen | Nederland        | +0.012      | X           | X           |
| Zilver            | Jeffrey Hoogland | Nederland        | X           | +0.015      | +0.208      |
| Finale voor brons |                  |                  |             |             |             |
| Brons             | Jack Carlin      | Groot-Brittannië | X           | X           |             |
| 4                 | Denis Dmitrjev   | Russische ploeg  | +0.486      | +0.015      |             |

1896: Paul Masson ·
1900: Albert Taillandier ·
1920: Maurice Peeters ·
1924: Lucien Michard ·
1928: Roger Beaufrand ·
1932: Jacques van Egmond ·
1936: Toni Merkens ·
1948: Mario Ghella ·
1952: Enzo Sacchi ·
1956: Michel Rousseau ·
1960: Sante Gaiardoni ·
1964: Giovanni Pettenella ·
1968: Daniel Morelon ·
1972: Daniel Morelon ·
1976: Anton Tkáč ·
1980: Lutz Heßlich ·
1984: Mark Gorski ·
1988: Lutz Heßlich ·
1992: Jens Fiedler ·
1996: Jens Fiedler ·
2000: Marty Nothstein ·
2004: Ryan Bayley ·
2008: Chris Hoy · 
2012: Jason Kenny · 
2016: Jason Kenny · 
2020: Harrie Lavreysen · 
2024: Harrie Lavreysen